# Vendedor independiente de software
Vendedor independiente de software (VIS) es un término empresarial para las compañías que se especializan en hacer o vender software, en lugar de hardware, normalmente para mercados nicho, tales como vendedores inmobiliarios, gestión de horarios del personal de sanidad o escaneo de código de barras y control de stocks.
Los productos especializados normalmente ofrecen una mayor productividad a las organizaciones, que otros programas más genéricos como paquetes de hojas de cálculo y bases de datos.
Las compañías de software más grandes, incluyendo Microsoft e IBM, tienen programas especiales para compañías VIS
Una compañía VIS desarrolla y vende productos de software que se ejecutan en uno o más sistemas operativos o plataformas de hardware. Las compañías que crean las plataformas como BEA Systems, Microsoft, IBM, Sun Microsystems, Hewlett-Packard, y Apple, animan y prestan soporte a los VIS, normalmente con programas especiales de "partenariado". 
En general, cuantas más aplicaciones funcionan sobre una plataforma, más valor se puede ofrecer a los clientes. Por supuesto, los desarrolladores de las plataformas como Microsoft e IBM hacen aplicaciones también, pero no tienen los recursos, y en muchos casos, el conocimiento necesario para hacerlas todas.
Algunos VIS se centran en un sistema operativo en particular como el AS/400 de IBM para pequeñas empresas, para el cual hay miles de aplicaciones de VIS. Otros VIS se especializan en un área particular, como la ingeniería, y principalmente desarrollan software para plataformas de alto rendimiento basadas en Unix